# 알바 리코
알바 리코(Alba Rico, 1989년 2월 26일 ~ )는 스페인의 배우, 가수이다.